# Neukirchen (Knüll)

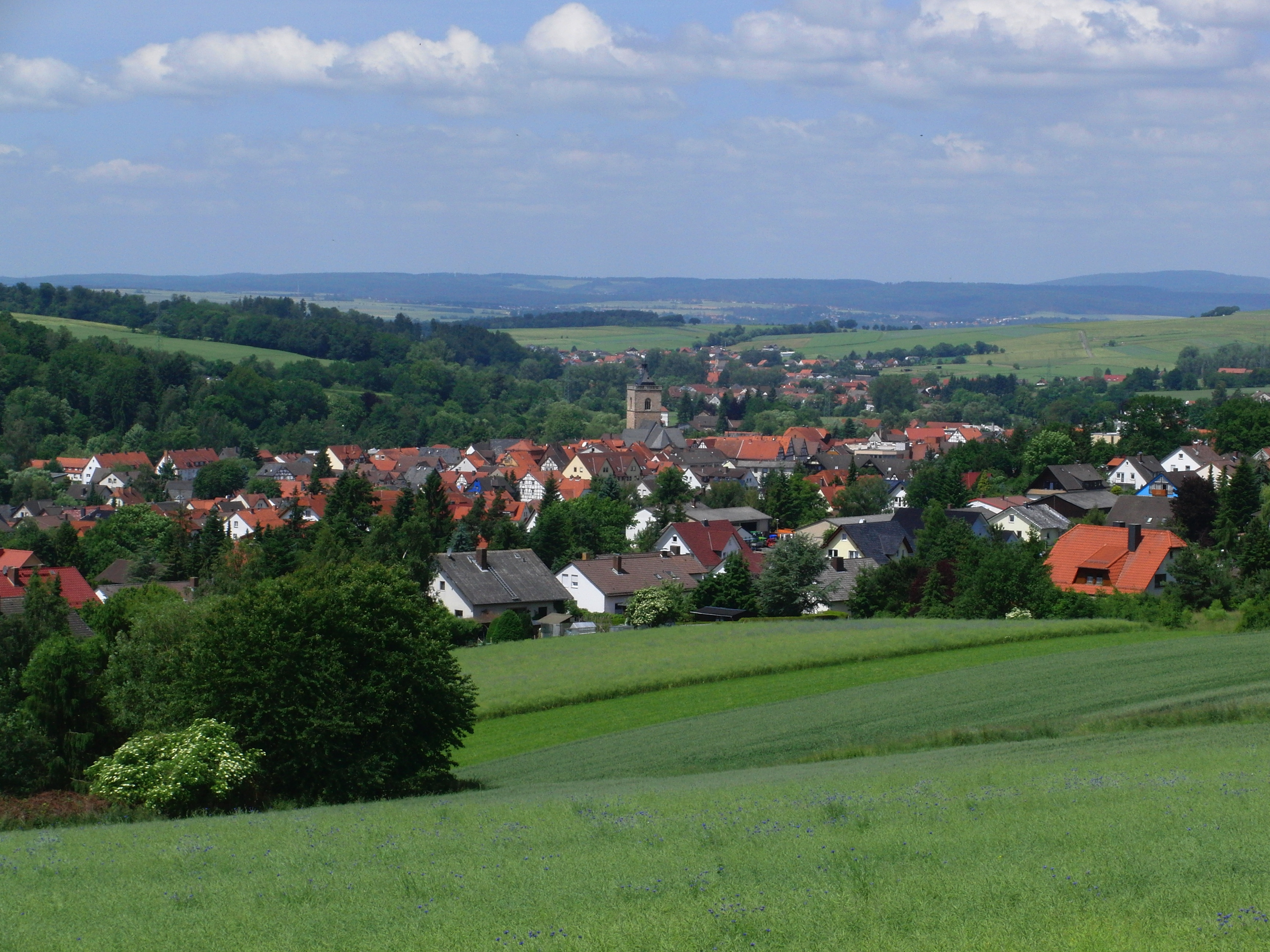
Ansicht von Neukirchen

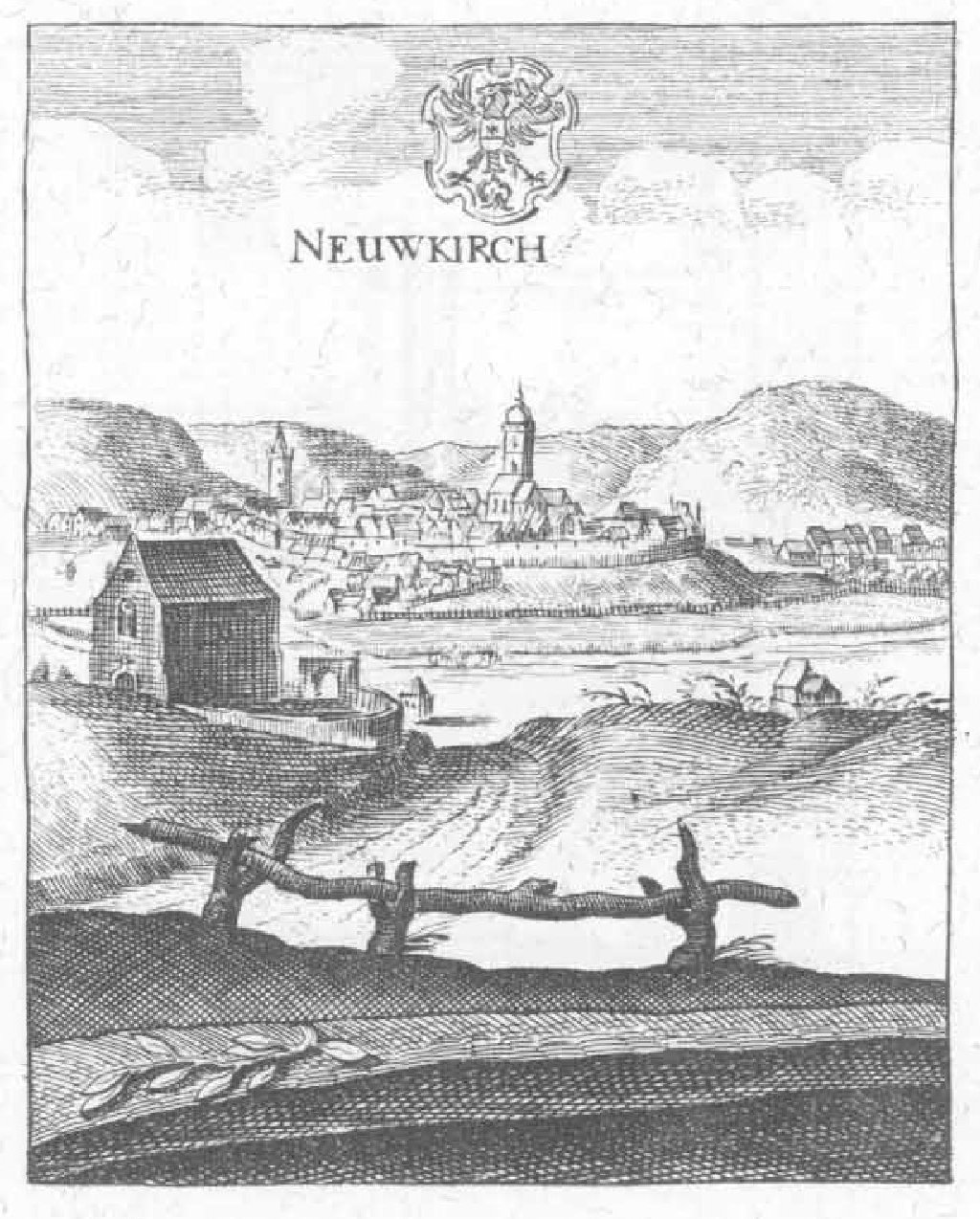
Ortsansicht von Neukirchen um 1655

Neukirchen ist eine Stadt im Knüllgebirge im nordhessischen Schwalm-Eder-Kreis. Es ist ein Luftkurort und ein Kneippkurort.

## Geographie

### Geographische Lage
Neukirchen liegt am Südwesthang des Knüllgebirges am Rand der Landschaft Schwalm. Durchflossen wird es von der Grenff, in die oberhalb Neukirchens der Buchenbach und im Ort die Urbach münden.
Die nächsten größeren Städte mit Funktionen eines Ober- bzw. Mittelzentrums sind Kassel (etwa 60 km nördlich), Marburg (etwa 40 km westlich), Fulda (etwa 60 km südöstlich) und Bad Hersfeld (etwa 25 km östlich).

### Nachbargemeinden
Neukirchen grenzt im Norden an die Gemeinde Frielendorf, im Osten an die Stadt Schwarzenborn und die Gemeinde Oberaula, im Süden an die Gemeinde Ottrau, sowie im Westen an die Gemeinden Schrecksbach und Willingshausen (alle im Schwalm-Eder-Kreis).

### Stadtgliederung
Zur Stadt gehören neben der Kernstadt Neukirchen die Stadtteile Asterode, Christerode, Hauptschwenda, Nausis, Riebelsdorf, Rückershausen, Seigertshausen und Wincherode. Der Ortsteil Neukirchen hatte am 31. Dezember 2021 insgesamt 4393 Einwohner.

## Geschichte

### Ortsgeschichte
Neukirchen wurde erstmals im Jahr 1142 in einer Urkunde der Abtei Hersfeld erwähnt. Von 1331 bis 1867 war Neukirchen Sitz des ziegenhainischen bzw. ab 1450 landgräflich-hessischen Amts Neukirchen. 1368 wurden dem Ort die Stadtrechte verliehen. Im Mittelalter wurde die Stadt mehrmals von Bränden heimgesucht; der Brandkatastrophe von 1533 fielen drei Viertel der Häuser zum Opfer.

### Dreißigjähriger Krieg
Im Dreißigjährigen Krieg kam es am 15. November 1640 wenige hundert Meter nordwestlich des Stadtteils Riebelsdorf zu dem schweren Gefecht am Riebelsdorfer Berg zwischen weimaranischen Truppen, verstärkt durch ein französisches Bataillon und das Ziegenhainer Bürgerkorps, einerseits und kaiserlichen Truppen unter General Johann Rudolf von Breda andererseits, bei dem die zahlenmäßig überlegenen Kaiserlichen eine Niederlage erlitten und Breda mit 300 seiner Leute das Leben verlor. Der Überlieferung nach wurde Breda durch einen Schuss des Kapitäns Velten Muhly, Kommandant der 1539 gegründeten Ziegenhainer Bürgerwehr, getötet. Im Jahr 1843 errichteten Ziegenhainer Bürger an der Stelle, wo Breda fiel, an der B 454, einen Obelisk; an dem Platz, an dem Velten Muhly auf Breda geschossen haben soll, steht seither eine schlanke Steinsäule.

### Jüdische Gemeinde
Eine jüdische Gemeinde bestand in Neukirchen vom 17. Jahrhundert bis zu ihrer Vernichtung während der NS-Zeit. 1777 lebten in Neukirchen 28 Juden.

### Neuzeit
Im 18. und im frühen 19. Jahrhundert war Neukirchen ein Hauptort der Spitzenklöppelei in Deutschland. Während des Königreichs Westphalen von 1807 bis 1813 war die Stadt Verwaltungssitz des Kantons Neukirchen im Distrikt Hersfeld.
Bis 1968 war die Stadt Sitz des Amtsgerichtes Neukirchen. Von 2000 bis 2022 trug die Kernstadt Neukirchen das Prädikat Kneippheilbad. Als Folge der Nichterfüllung mehrerer Kriterien wurde die Auszeichnung aberkannt. Die Kernstadt Neukirchen wird künftig als Kneippkurort geführt. Es bleibt darüber hinaus weiterhin Luftkurort.

### Hessische Gebietsreform
Im Zuge der Gebietsreform in Hessen wurden zum 31. Dezember 1971 die bis dahin selbständigen Gemeinden Asterode, Christerode, Hauptschwenda, Nausis, Riebelsdorf und Rückershausen auf freiwilliger Basis nach Neukirchen eingegliedert. Am 1. Januar 1974 kam Seigertshausen kraft Landesgesetz hinzu.
Für die eingegliederten Gemeinden sowie für die Kernstadt Neukirchen wurde je ein Ortsbezirk mit Ortsbeirat und Ortsvorsteher nach der Hessischen Gemeindeordnung gebildet.

## Religion

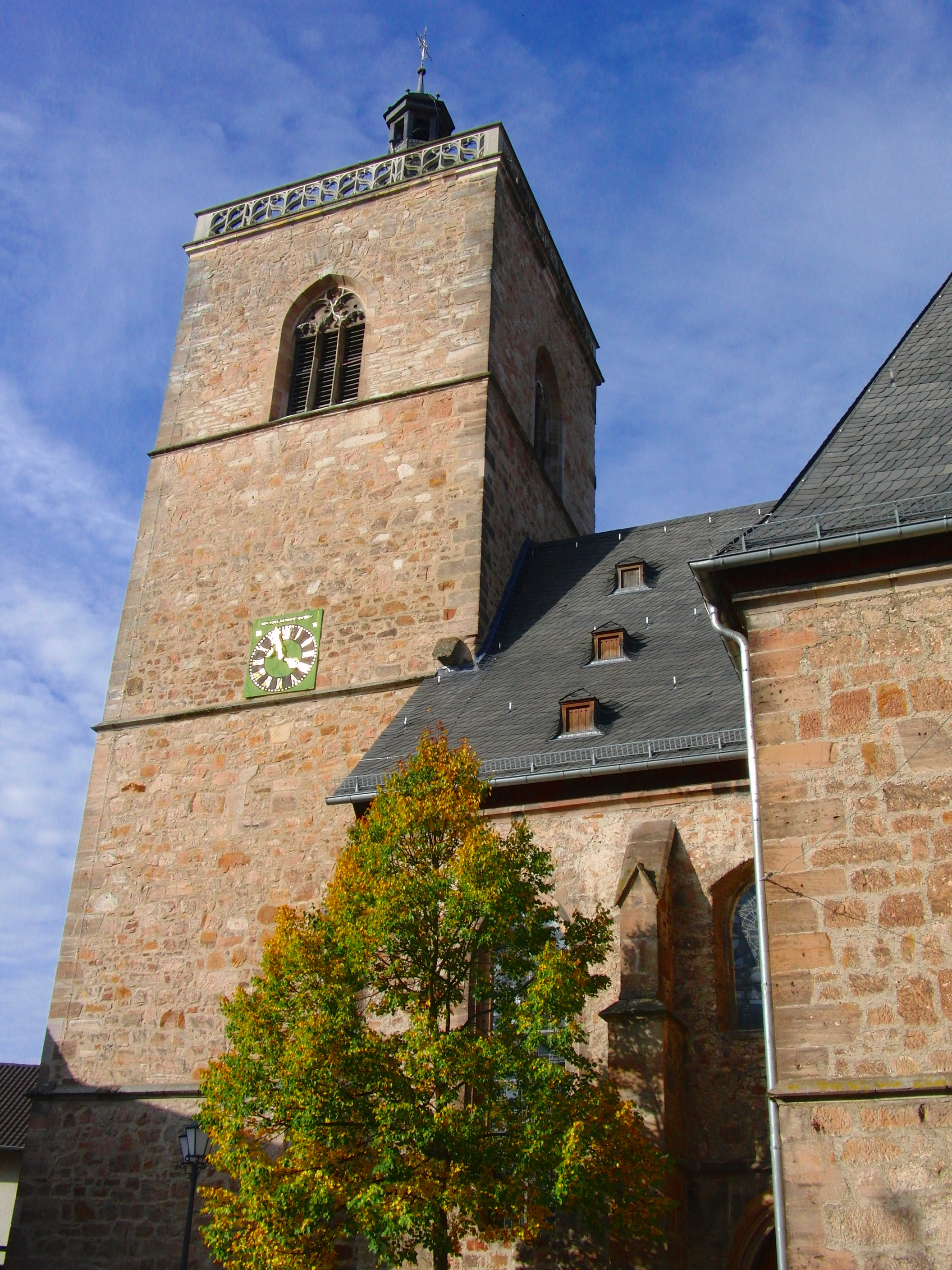
Nikolaikirche

### Stadtkirche St. Nikolai
Die Nikolaikirche in der Neukirchner Kernstadt wurde in mehreren Phasen vor mehr als 500 Jahren erbaut. Die Kirchengemeinde gehört zum Kirchenkreis Schwalm-Eder im Sprengel Marburg der Evangelischen Kirche von Kurhessen-Waldeck.

### Jüdischer Friedhof
Der Friedhof der untergegangenen Gemeinde liegt an der Schwarzenborner Straße wenige hundert Meter nordöstlich der Altstadt (50° 52′ 18″ N, 9° 20′ 48″ O), er enthält heute noch rund 100 Grabsteine. Seit März 2014 nimmt Neukirchen am sogenannten „Stolpersteine“-Projekt teil: Liste der Stolpersteine in Neukirchen (Knüll).

## Politik

### Stadtverordnetenversammlung
Die Kommunalwahl am 14. März 2021 lieferte folgendes vorläufiges Ergebnis, in Vergleich gesetzt zu früheren Kommunalwahlen:
| Stadtverordnetenversammlung – Kommunalwahlen 2021 | Stadtverordnetenversammlung – Kommunalwahlen 2021                                       |
| --- | --------------------------------------------------------------------------------------- |
| Stimmenanteil in %Wahlbeteiligung 51,6 % 403020100 29,6 (−1,1)27,0 (−2,5)13,2 (−1,1)12,2 (+2,0)11,8 (+1,5)6,2 (+1,2) SPDCDUUBLcFDPFWGGrüne20162021Anmerkungen:c Unabhängige Bürgerliste | SitzverteilungInsgesamt 31 Sitze - SPD: 9 - Grüne: 2 - UBL: 4 - FW: 4 - CDU: 8 - FDP: 4 |

| Parteien und Wählergemeinschaften | Parteien und Wählergemeinschaften           | % 2021 | Sitze 2021 | % 2016 | Sitze 2016 | % 2011 | Sitze 2011 | % 2006 | Sitze 2006 | % 2001 | Sitze 2001 |
| --------------------------------- | ------------------------------------------- | ------ | ---------- | ------ | ---------- | ------ | ---------- | ------ | ---------- | ------ | ---------- |
| SPD                               | Sozialdemokratische Partei Deutschlands     | 29,6   | 9          | 30,7   | 10         | 34,9   | 11         | 38,0   | 12         | 36,6   | 11         |
| CDU                               | Christlich Demokratische Union Deutschlands | 27,0   | 8          | 29,5   | 9          | 33,6   | 10         | 38,4   | 12         | 38,4   | 12         |
| UBL                               | Unabhängige Bürgerliste                     | 13,2   | 4          | 14,3   | 4          | 9,2    | 3          | 7,7    | 2          | 11,0   | 3          |
| FDP                               | Freie Demokratische Partei                  | 12,2   | 4          | 10,2   | 3          | 9,6    | 3          | 9,9    | 3          | 8,9    | 3          |
| FWG                               | Freie Wählergemeinschaft                    | 11,8   | 4          | 10,3   | 3          | 6,5    | 2          | 6,0    | 2          | 5,1    | 2          |
| Grüne                             | Bündnis 90/Die Grünen                       | 6,2    | 2          | 5,0    | 2          | 6,2    | 2          | —      | —          | —      | —          |
| Gesamt                            | Gesamt                                      | 100,0  | 31         | 100,0  | 31         | 100,0  | 31         | 100,0  | 31         | 100,0  | 31         |
| Wahlbeteiligung in %              | Wahlbeteiligung in %                        | 51,6   | 51,6       | 54,7   | 54,7       | 53,1   | 53,1       | 52,1   | 52,1       | 60,6   | 60,6       |

### Bürgermeister
Nach der hessischen Kommunalverfassung wird der Bürgermeister für eine sechsjährige Amtszeit gewählt, seit dem Jahr 1993 in einer Direktwahl, und ist Vorsitzender des Magistrats, dem in der Stadt Neukirchen neben dem Bürgermeister ehrenamtlich ein Erster Stadtrat und neun weitere Stadträte angehören. Bürgermeister ist seit dem 21. November 2020 der parteiunabhängige Marian Knauff, der bis dahin büroleitender Beamter und Kämmereileiter der Stadtverwaltung war. Er wurde als Nachfolger von Klemens Olbrich, der nach fünf Amtszeiten nicht mehr kandidiert hatte, am 1. November 2020 im ersten Wahlgang ohne Gegenkandidaten bei 45,4 Prozent Wahlbeteiligung mit 95,0 Prozent der Stimmen gewählt.
Amtszeiten der Bürgermeister
- 2020–2026 Marian Knauff[18]
- 1990–2020 Klemens Olbrich

### Ortsbeiräte
Für die Stadtteile Asterode, Christerode, Hauptschwenda, Nausis und Wincherode, Neukirchen, Riebelsdorf, Rückershausen und Seigertshausen bestehen Ortsbezirke nach Maßgabe der §§ 81 und 82 HGO und des Kommunalwahlgesetzes in der jeweils gültigen Fassung. Die Ortsbeiräte bestehen aus fünf bis neuen Mitgliedern. Der Ortsbeirat des Ortsbezirks wird im Rahmen der Kommunalwahlen gewählt und bestimmt aus seiner Mitte den/die Ortsvorsteher/in. Die Ortsbezirksgrenzen entsprechen den Gemarkungen der eingegliederten ehemaligen Gemeinden.
Bei den Kommunalwahlen in Hessen 2021 betrug die Wahlbeteiligung zum Ortsbeirat Neukirchen 40,75 %. Es erhielten die SPD mit 24,77 % der Stimmen zwei Sitze, die CDU mit 30,21 % drei Sitze, die FDP mit 13,36 einen Sitz, die „Unabhängige Bürgerliste“ mit 15,34 % einen Sitz, das Bündnis 90/Die Grünen mit 8,94 % einen Sitz und die „Freien Wähler“ mit 7,39 % einen Sitz. Der Ortsbeirat wählte Peter Jöckel (CDU) zum Ortsvorsteher.

### Partnergemeinden
- Longpont-sur-Orge ist seit 1991 Partnergemeinde von Neukirchen.[23]
- Nagynyárád ist seit 1991 Partnergemeinde des Stadtteils Seigertshausen.[24]

## Kultur und Sehenswürdigkeiten

### Museum
Es besteht ein Heimatmuseum mit einem Archiv von Dokumenten zur Stadtgeschichte, einer vorgeschichtlichen Sammlung und einem Klassenraum.

### Bauwerke

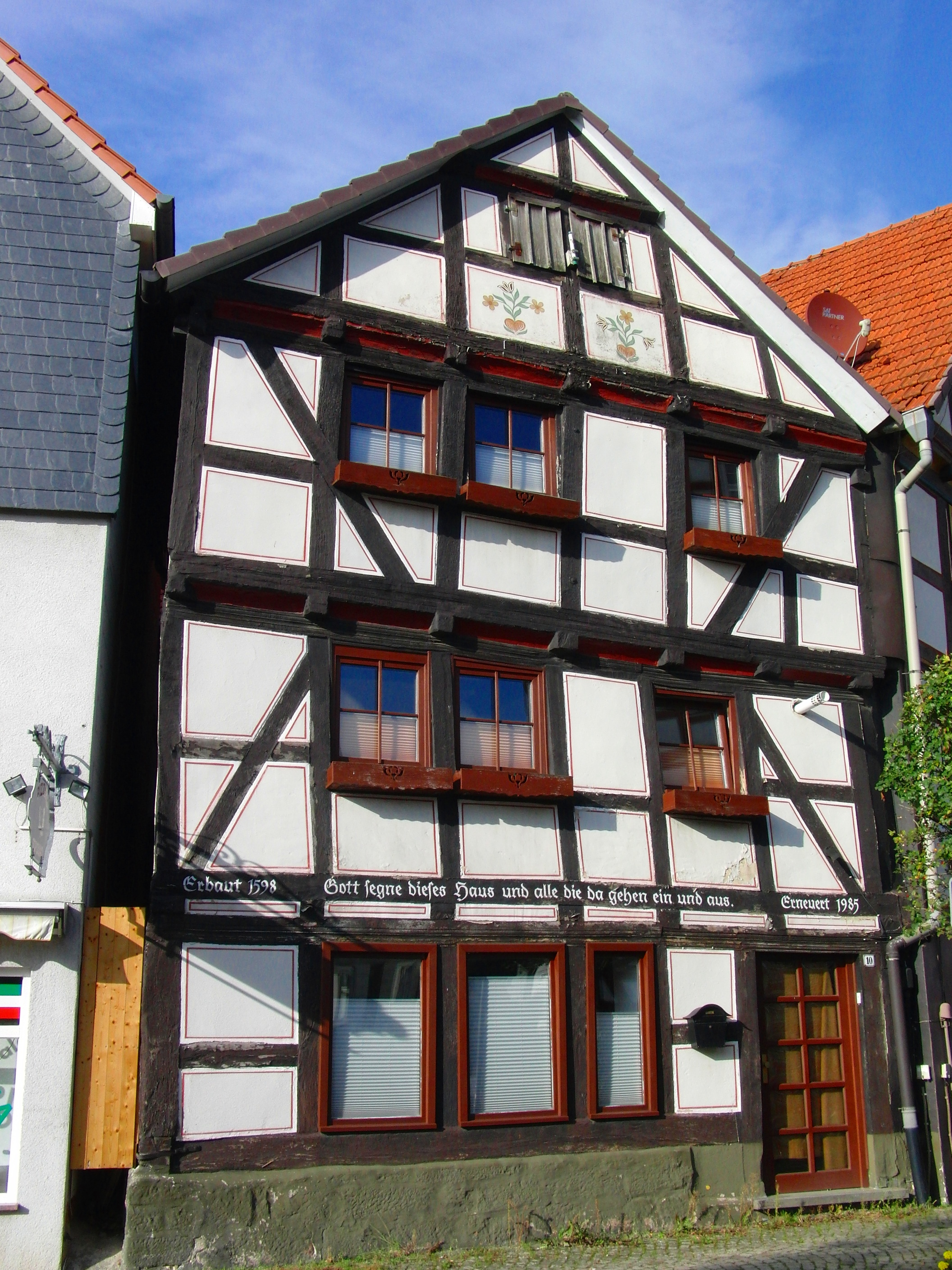
Fachwerkhaus von 1598

Für die unter Denkmalschutz stehenden Objekte siehe die Liste der Kulturdenkmäler in Neukirchen (Knüll). Eine Stallscheune aus Asterode wird seit 2009 im Hessenpark als Ausstellungshaus genutzt.
Von 1959 bis 2002 bestand abgelegen im Wald zwischen Neukirchen und Hauptschwenda das Reha-Centrum Urbachtal, das auf die Krebsdiagnostik und -behandlung spezialisiert war. Die nach der Insolvenz noch heute leerstehenden Gebäude sind dem Verfall und Vandalismus überlassen.

### Sport
Seit dem Jahr 2007 besteht im Neukircher Wald zwischen Seigertshausen und Neukirchen ein Nordic-Walking-Park mit vier unterschiedlich langen Strecken. Der „Bahnradweg Rotkäppchenland“ verbindet die Landschaft der Schwalm in Treysa mit dem Fuldatal in Niederaula. Der ca. 60 km lange Radweg führt direkt am südlichen Stadtrand Neukirchens vorbei. Im August 2022 wurde am Bahnradweg Rotkäppchenland auf dem Gelände eines ehemaligen Sportplatzes ein Pumptrack und Bikepark eröffnet.

#### Vereine
Überregional bekannt wurde Neukirchen durch die 1. Fußballmannschaft des SC Neukirchen, die von 1995 bis 1999 in der Regionalliga spielte.
Über die Grenzen der Region hinaus hat der Steno- und Maschinenschreibverein Neukirchen die Stadt bekannt gemacht. Die Mitglieder des Vereins beteiligten sich an mehreren Weltmeisterschaften, wurden mehrmals deutscher Einzel- und Mannschaftsmeister und stellen zahlreiche Hessenmeister (Einzel- und Mannschaftswettbewerbe).

## Wirtschaft und Infrastruktur
Die Wirtschaftsvereinigung, die seit 2006 Pro Neukirchen e. V. heißt, hat die Entwicklung der Stadt zum Ziel – jedoch nicht nur in wirtschaftlicher, sondern auch kultureller und touristischer Hinsicht.

### Verkehr
Neukirchen liegt an der Bundesstraße 454 (Kirchhain–Niederaula). Die Buslinien 470, 473 und 479 des Nordhessischen Verkehrsverbunds fahren dort. Der Bahnhof Neukirchen (Kr Ziegenhain) lag an der Bahnstrecke Bad Hersfeld–Treysa. Diese ist stillgelegt; auf dessen Planum verläuft der Bahnradweg Rotkäppchenland.

## Persönlichkeiten

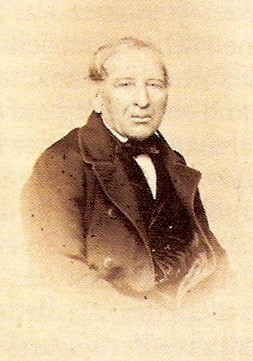
Johann Heinrich Schreiber

### Söhne und Töchter der Stadt
- Johann Joachim Schröder (* 1680 in Neukirchen; † 1756), Orientalist, Bibliothekar, reformierter Theologe und Kirchenhistoriker
- Carl Friedrich Schantz (* 1803 in Neukirchen; † 1888 in Marburg), Jurist und Mitglied der kurhessischen Ständeversammlung
- Lorenz Reidt (* 1804 in Neukirchen; † 1864), Bürgermeister und Mitglied der Kurhessischen Ständeversammlung
- Ernst von Weyrauch (* 1832 in Neukirchen; † 1905), Reichstagsabgeordneter
- August Wilhelm Eichler (* 1839 in Neukirchen; † 1887 in Berlin), Botaniker und Hochschullehrer
- Heinrich Georg Möller (* 1864 in Neukirchen; † 1939 in Kassel), evangelischer Theologe
- Gerhard Meyer (* 1949 in Neukirchen), Bischof der Reformierten Episkopalkirche
- Wiebke Knell (* 1981 in Schwalmstadt, wohnhaft in Neukirchen), Mitglied des Hessischen Landtags

### Persönlichkeiten, die in dieser Stadt gewirkt haben
- Johann Heinrich Schreiber (* 1797 in Asterode; † 1871), ehemaliger Gutsbesitzer in Asterode und Abgeordneter der Kurhessischen Ständeversammlung
- Manfred Roeder (* 1929 in Berlin; † 2014 in Neukirchen), vorbestrafter Rechtsextremist und Holocaustleugner, verbrachte seine letzten zwei Lebensjahre in Neukirchen

## Trivia
- Am 11. September 2014 starben zwei Menschen bei einem Flugzeugabsturz zwischen Nausis und Immichenhain, als ein Ultraleichtflugzeug auf ein Rapsfeld stürzte.[27]
- Am 18. Juni 2016 ertranken drei Kinder in einem Teich im Stadtteil Seigertshausen.[28] Gegen den Bürgermeister der Gemeinde Neukirchen wurde am 7. September 2018 Anklage wegen fahrlässiger Tötung erhoben, weil er den Teich unzureichend gesichert und damit zum Tod der Kinder beigetragen haben soll.[29] Im Februar 2020 sprach das Amtsgericht Schwalmstadt eine Verwarnung mit Strafvorbehalt aus, wobei sich das Gericht eine Verhängung einer Geldstrafe von 12.000 Euro innerhalb von zwei Jahren vorbehielt, zudem sollte der Bürgermeister 4000 Euro an eine gemeinnützige Stiftung zahlen.[30] Auf die Berufung der Staatsanwaltschaft verschärfte das Landgericht Marburg das Urteil und verurteilte den Bürgermeister zu einer Geldstrafe von 180 Tagessätzen (insgesamt 14.400 Euro); die Berufung des Bürgermeisters wurde verworfen.[31] Gegen das Urteil legten sowohl der Bürgermeister als auch die Staatsanwaltschaft Revision zum Oberlandesgericht Frankfurt am Main ein.[32] Auf die Revision des Bürgermeisters hob das Oberlandesgericht Frankfurt am 27. November 2023 das Urteil des Landgerichts Marburg auf und sprach den Bürgermeister rechtskräftig vom Vorwurf der fahrlässigen Tötung frei. Das Gericht sah es nicht als erwiesen an, dass Sicherungsmaßnahmen am Teich das Unglück hätten verhindern können.[33]